# شاكيرا بيكر
شاكيرا بيكر، لاعبة رغبي نيوزيلندية، مواليد 4 كانون الثاني (يناير) 1992. مثلت نيوزيلندا في اتحاد الرغبي وسباعيات الرغبي. شاركت مع المنتخب الوطني النيوزيلندي للسيدات عام 2011 في مباراة اختبار ضد الفريق الإنجليزي. ورشحت في تشكيلة كأس العالم للرغبي 2014
اختيرت شاكيرا لمنتخب نيوزيلندا الوطني للسباعيات الرغبي للسيدات المشارك في الألعاب الأولمبية الصيفية 2016

## حياتها الشخصية
شاكيرا مرتبطة بعضو الفريق النيوزيلندي الوطني لسباعيات الرغبي غيليس كاكا وهي من أصل ماوري

## وصلات خارجية
- شاكيرا بيكر على موقع سلسلة سباعيات الرغبي العالمية للسيدات (الإنجليزية)
- شاكيرا بيكر على موقع اللجنة الأولمبية الدولية (الإنجليزية)
- شاكيرا بيكر على موقع أوليمبيديا (الإنجليزية)
- شاكيرا بيكر على موقع اللجنة الأولمبية النيوزيلندية (الإنجليزية)

- Black Ferns Profile
- الملف الأولمبي